# Rostellariella lorenzi
Rostellariella lorenzi is een slakkensoort uit de familie van de Rostellariidae. De wetenschappelijke naam van de soort is voor het eerst geldig gepubliceerd in 2005 door Morrison.